# Flores (Eliseu Visconti)
Flores é uma pintura de Eliseu Visconti (1866 -1944), pintor, designer e desenhista ítalo-brasileiro considerado um dos maiores nomes do Impressionismo no Brasil. A sua criação data de 1917. A obra tem como tema a vegetação, sendo do gênero pintura de flores. Encontra-se sob a guarda do Museu de Arte de São Paulo (MASP).

## Descrição
A obra foi produzida com tinta a óleo e tem como suporte a tela. Suas medidas são: 66 centímetros de altura e 82 centímetros de largura. A assinatura do autor se encontra no canto inferior direito da pintura.
A pintura retrata uma paisagem inabitada, com flores e folhas.

## Contexto
Flores foi doada em 1927, juntamente com outras três obras de Visconti, para a coleção do jornalista, mecenas e empresário Assis Chateaubriand, que pretendia criar um museu de arte em São Paulo. Porém, em 1932, no período da revolução constitucionalista, Chateaubriand foi preso e sua residência, conhecida pelo nome Vila Normanda, em Copacabana, foi invadida. Diversos objetos foram roubados, entre eles três das telas que haviam sido doadas por Visconti.
O mecenas passou a procurar as obras perdidas, e criou o MASP (Museu de Arte de São Paulo) somente em 1947. Como expresso pelo próprio Chateaubriand em um artigo datado de 10 de novembro de 1967, publicado no Correio Braziliense, a tela Flores (chamada no artigo pelo nome "Bouquet de Rosas") foi a primeira a ser encontrada, após vinte anos. A obra havia sido comprada alguns anos antes por Antoinette Assife de Carvalho, e se encontrava em sua galeria, até que a filha de Eliseu Visconti, Yvonne, a reconheceu. Dona Antoinette, ao conhecer a origem da obra, em 1967, a doou ao MASP. Ela se tornou madrinha da tela, que pertence ao mesmo museu até hoje. O seu número de inventário é MASP.00605.
Há uma fotografia nos arquivos do MASP contendo a pintura Flores emoldurada sobre um cavalete. No verso da foto estão escritos os dizeres: "O casal Raul S. de Carvalho Junior e Antoinette Assife de Carvalho ladeia o Sr. Assis Chateaubriand durante a cerimônia de batismo do quadro ‘Trepadeira em Flor’, de Eliseu Visconti, que doou ao Museu de Arte (7/11/1967).”. Essa foto, assim como a assinatura do artista, fazem ser possível identificar a posição correta da obra.
A obra foi registrada apenas como Flores no museu, nome esse que está no catálogo da 30ª Exposição Geral de Belas Artes, apesar de Trepadeira em Flor ser considerado um título mais apropriado, até mesmo porque isso diferenciaria a pintura de uma outra, do mesmo autor, também chamada de Flores, mas que se trata de uma natureza morta.
A pintura Flores foi parte de diversas exposições coletivas, tais como: a 30ª Exposição Geral de Belas Artes, na Escola Nacional de Belas Artes (Enba), no Rio de Janeiro, em agosto de 1923; a 30 Mestres da pintura no Brasil, no MASP, em São Paulo, em maio de 2001; e A Cor do Brasil, no Museu de Arte no Rio (MAR), no Rio de Janeiro, de agosto de 2016 a janeiro de 2017.

## Análise
Durante a época em que pintou a obra, Visconti residia na França. Lá, retratava em suas telas as paisagens de Saint-Hubert, um vilarejo francês no qual morava a família de Louise Palombe, sua mulher, com quem se casou em 1898. Outras obras suas feitas nesse período chamado de "Novo Desafio (Paris-Saint Hubert)" (1913-1920), no qual o pintor alternava entre morar em Paris e em Saint-Hubert, foram: Sob a folhagem (1915); Muro do Quintal, A casa da vovó e Paisagem de Saint Hubert (1916); Tarde em Saint Hubert (1917); Alma do passado (1918). Em todas elas, o artista evidencia as paisagens e a vegetação do local, assim como cenas de gênero, tendo como principais modelos Louise e seus filhos.
O movimento impressionista, do qual as telas de Eliseu Visconti fazem parte, tem como algumas de suas características as temáticas relacionadas à natureza e a falta de contorno nítido nas figuras. Ambos os aspectos são percebidos em Flores, assim como nas outras obras do artista realizadas na mesma época.
A palheta de clores utilizada em Flores, assim como nas outras paisagens de Saint-Hubert, é mais clareada, se comparada à usada por Visconti nos anos anteriores, quando se encontrava no Brasil.
A pintura poderia ser uma representação mais detalhada da trepadeira que se encontra retratada em segundo plano na obra Carrinho de criança (1916).

## O Autor
Eliseu d’Angelo Visconti (1866 -1944) foi um dos pintores mais importantes do Impressionismo no Brasil, e também se destacou na área do design. Nascido na Vila Santa Caterina, comuna de Giffoni Valle Piana, na província de Salerno, no sul da Itália, imigrou para o Brasil com 7 anos, juntamente com sua irmã, Marianella. No Brasil, se encontraram com os seus irmãos mais velhos, que alguns anos antes já haviam imigrado para o país.
No Brasil, Visconti iniciou os seus estudos artísticos aos 17 anos, no Liceu de Artes e Ofícios, no Rio de Janeiro, onde foi aluno de Victor Meirelles e Estevão Silva. Em 1885, começou a estudar também na Academia Imperial de Belas-Artes. Recebeu diversas medalhas por seus desenhos nesse período. Abandonou a academia para fazer parte do Ateliê Livre, porém retornou após algum tempo. Em 1889, passou também a ministrar aulas no Liceu, da matéria de Desenho Figurado.
O pintor permaneceu no Brasil até o ano de 1892, quando ganhou uma bolsa de estudos para estudar em Paris, na Escola Nacional de Belas-Artes, em um concurso de pintura. Foi nesse período que Visconti assimilou as técnicas do Impressionismo, entre outras que utilizou mais tarde. Se casou em 1898, com a francesa Louise Palombe, e com ela teve três filhos. Em 1900, retornou ao Brasil, onde teve a sua primeira exposição individual na Enba, um ano mais tarde.
Por duas décadas, Visconti revezou entre o Brasil e a França. Nesse período, o pintor retratou muitas paisagens do vilarejo de Saint-Hubert, no qual a família de sua mulher morava. Louise apareceu muito em suas pinturas, assim como seus filhos. Além disso, entre os anos de 1913 e 1916, fez a decoração do foyer do Teatro Municipal do Rio de Janeiro. Voltou definitivamente ao Brasil apenas em 1920. Dois anos depois, na Exposição Comemorativa do Centenário da Independência do Brasil, o artista ganhou a Medalha de Honra.
Durante a sua vida, Visconti realizou inúmeras obras. Teve influência de diversos estilos (naturalismo, neorrealismo, renascentista, pontilhismo, simbolismo, Art Nouveau), apesar de ser considerado um pintor impressionista. Certa vez, ao ser questionado, afirmou que era "presentista", uma vez que a arte deveria se adequar a seu tempo e estar sempre em mudança e movimentação. Alguns dos principais aspectos de suas obras são: a temática, geralmente relacionada a paisagens e pessoas, sendo retratados momentos do cotidiano e locais conhecidos; os rostos dos indivíduos representados, repletos de sentimento; e o uso da luminosidade.
Eliseu Visconti faleceu em 15 de outubro de 1944, alguns meses após ter sido golpeado na cabeça durante um assalto ao seu ateliê.

## Recepção
Muitos consideram as pinturas que Visconti realizou durante a sua estadia em Saint-Hubert as melhores de sua trajetória, juntamente com as que fez em Teresópolis.